# Dread (fòrum)
Dread és un fòrum de discussió de la web fosca semblant a Reddit que inclou notícies i debats al voltant dels mercats de la web fosca. Els administradors del lloc tenen l'àlies de Paris i HugBunter.

## Història
Dread és un centre de comunitat popular que s'ha descrit com un "fòrum a l'estil Reddit" i el successor del DeepDotWeb confiscat per a la discussió sobre l'activitat de l'aplicació de la llei del mercat i les estafes. Va cobrar protagonisme el 2018 després que Reddit va prohibir diverses comunitats de discussió del mercat de la web fosca, arribant ràpidament a 12.000 usuaris registrats en els tres mesos posteriors al seu llançament i a 14.683 usuaris el juny de 2018.

## Activitats
El maig de 2019, un moderador de Wall Street Market va publicar la seva adreça IP oculta a Dread, cosa que portaria la comunitat a una evasió de diners i la seva confiscació poc després. Les dades robades de vegades es venien mitjançant Dread. El lloc incloïa guies en profunditat sobre la fabricació de drogues il·legals.
El tancament de Dream Market per exemple també es va anunciar a Dread el març de 2019. I es llançaren importants atacs de denegació de servei contra Dread i altres mercats que explotaven una vulnerabilitat del protocol Tor.